# Чаваррия, Касьяно
Касья́но Чаварри́я (исп. Casiano Chavarría, 3 августа 1901, Ла-Пас, Боливия — дата смерти неизвестна) — боливийский футболист,  защитник, участник ЧЮА 1926, ЧЮА 1927 и чемпионата мира 1930 года.

## Карьера

### Клубная
Касьяно Чаваррия выступал за клубы «Калавера» и «Стронгест» из столицы Боливии.

### В сборной
В составе сборной Чаваррия провёл 8 матчей, дебютировав в октябре 1926 года на чемпионате Южной Америки в Чили. Через год он также сыграл на чемпионате Южной Америки 1927. Сборная Боливии выбыла, проиграв все матчи.
На чемпионате мира 1930 года Чаваррия вновь вошёл в состав сборной. Он появлялся на поле в играх против Югославии и Бразилии. Обе встречи боливийцами были проиграны.
| Матчи и голы Касьяно Чаваррии за сборную Боливии | Матчи и голы Касьяно Чаваррии за сборную Боливии | Матчи и голы Касьяно Чаваррии за сборную Боливии | Матчи и голы Касьяно Чаваррии за сборную Боливии | Матчи и голы Касьяно Чаваррии за сборную Боливии | Матчи и голы Касьяно Чаваррии за сборную Боливии | Матчи и голы Касьяно Чаваррии за сборную Боливии |
| ------------------------------------------------ | ------------------------------------------------ | ------------------------------------------------ | ------------------------------------------------ | ------------------------------------------------ | ------------------------------------------------ | ------------------------------------------------ |
| №                                                | Дата                                             | Место проведения                                 | Соперник                                         | Счёт                                             | Голы                                             | Турнир                                           |
| 1                                                | 12 октября 1926                                  | Сантьяго, Чили                                   | Чили                                             | 1:7                                              | -                                                | Чемпионат Южной Америки по футболу 1926          |
| 2                                                | 23 октября 1926                                  | Сантьяго, Чили                                   | Парагвай                                         | 1:6                                              | -                                                | Чемпионат Южной Америки по футболу 1926          |
| 3                                                | 28 октября 1926                                  | Сантьяго, Чили                                   | Уругвай                                          | 0:6                                              | -                                                | Чемпионат Южной Америки по футболу 1926          |
| 4                                                | 30 октября 1927                                  | Лима, Перу                                       | Аргентина                                        | 1:7                                              | -                                                | Чемпионат Южной Америки по футболу 1927          |
| 5                                                | 6 ноября 1927                                    | Лима, Перу                                       | Уругвай                                          | 0:9                                              | -                                                | Чемпионат Южной Америки по футболу 1927          |
| 6                                                | 13 ноября 1927                                   | Лима, Перу                                       | Перу                                             | 2:3                                              | -                                                | Чемпионат Южной Америки по футболу 1927          |
| 7                                                | 17 июля 1930                                     | Монтевидео, Уругвай                              | Югославия                                        | 0:4                                              | -                                                | Чемпионат мира 1930                              |
| 8                                                | 20 июля 1930                                     | Монтевидео, Уругвай                              | Бразилия                                         | 0:4                                              | -                                                | Чемпионат мира 1930                              |

Итого: 8 матчей / 0 голов; 0 побед, 0 ничьих, 8 поражений.